# Humberto Tapia Díaz
Humberto Tapia Díaz (* 13. Februar 1960 in Querocotillo) ist ein peruanischer Geistlicher und römisch-katholischer Bischof von Chachapoyas.

## Leben
Humberto Tapia Díaz besuchte die Grundschule in La Esperanza und später das Colegio Fe y Alegría in Jaén. Von 1980 bis 1989 studierte er Philosophie und Katholische Theologie am Instituto Superior de Estudios Teológicos Juan XXIII (ISET) in Lima und am Priesterseminar San Jerónimo in Arequipa. Am 2. April 1990 empfing Tapia Díaz das Sakrament der Priesterweihe für die Territorialprälatur Sicuani.
Tapia Díaz wirkte zunächst als Seelsorger in der Territorialprälatur Sicuani und als Dozent am Pädagogischen Institut Túpac Amaru in Tinta, bevor er 1995 in den Klerus des Apostolischen Vikariats Jaén en Peru inkardiniert wurde. Dort war er als Pfarrer in Bellavista (1995–1996) und San Ignacio (1997–1999) tätig. Von 2000 bis 2012 war Humberto Tapia Díaz Pfarrer der Prokathedrale Señor de Huamantanga in Jaén und Generalvikar. Daneben erwarb er 2005 nach weiterführenden Studien an der Päpstlichen Universität Comillas in Madrid ein Lizenziat im Fach Spirituelle Theologie und einen Master im Fach Humanitäre Hilfe. Anschließend wirkte er als Pfarrer in Pucará (2013–2015) und San Ignacio (2017–2021). 2021 wurde Tapia Díaz Pfarrvikar der Pfarrei San Isidro Labrador, die die Distrikte Bellavista und Huabal umfasst.
Am 9. März 2022 ernannte ihn Papst Franziskus zum Bischof von Chachapoyas. Der Erzbischof von Huancayo, Pedro Ricardo Kardinal Barreto Jimeno SJ, spendete ihm am 23. April desselben Jahres in der Kathedrale San Juan Bautista in Chachapoyas die Bischofsweihe; Mitkonsekratoren waren der Apostolische Nuntius in Peru, Erzbischof Nicola Girasoli, und der emeritierte Bischof von Chachapoyas, Emiliano Antonio Cisneros Martínez OAR.